# Маглемозе
Ма́глемо́зе (дат. Maglemosekultur) — мезолитическая культура 9 — 6 тыс. до н. э., остатки которой первоначально были обнаружены на территории Дании.

## География
Артефакты данной культуры находили на широких просторах Северной Европы от восточной Англии до Литвы и от южной Норвегии до Пикардии, включая в себя территории северо-восточной Франции, Голландии, Великобритании, Ирландии, южной Швеции, северной Германии, Польши, Эстонии, Финляндии.

## Поселения и жилища
Маглемозцы предпочитали селиться по берегам озёр и жить в шалашах или плетёных хижинах.

## Хозяйство
Они одними из первых освоили весельные лодки-однодревки, на которых промышляли охотой и рыболовством. В качестве оружия использовали луки и стрелы с костяными наконечниками, а также костяные гарпуны. Рыбу ловили на костяные крючки.

## Антропология
Антропологически маглемозцы (согласно норвежскому антропологу Шрейнеру) были кроманьонцами По-видимому, они были первыми людьми, вновь заселившими Северную Европу после таяния ледника.

## Культура и искусство
Маглемозианское искусство характеризуют те же самые геометрические образцы, которые характеризуют берберское искусство Северной Африки, а реалистические изображения животных фактически идентичны иберийскому искусству и происходят, по Дж. Кларку, "в конечном счете с севера Африки".
В качестве амулетов у маглемозцев использовался обработанный янтарь.

## Предшественники и преемники
По мнению ряда исследователей, культура маглемозе и родственная ей тарденуазская культура являются результатом переселения племен капсийской культуры с севера Африки в Европу в VIII—VI тыс. до н. э.
Культура маглемозе входила в нордический круг мезолитических культур, включавший также стар-карр, дуфензее, коморницкую и ряд других культур.
Культуре маглемозе на территории Скандинавии наследовала культура конгемозе.